# Jordaan
Jordaan è un quartiere dello stadsdeel di Amsterdam-Centrum, nella città di Amsterdam.
Agli inizi del XX secolo era un quartiere operaio, ma con il passare del tempo divenne un quartiere "alla moda".
Le origini del nome sono incerte: si pensa che derivi dal fiume Giordano che scorre in Palestina oppure si pensa che gli Ugonotti, fuggendo dalla Francia dove erano perseguitati, si insediarono in questo quartiere e lo chiamarono Jardin (che significa Giardino in francese) che con il passare del tempo divenne Jordaan.

## Galleria d'immagini

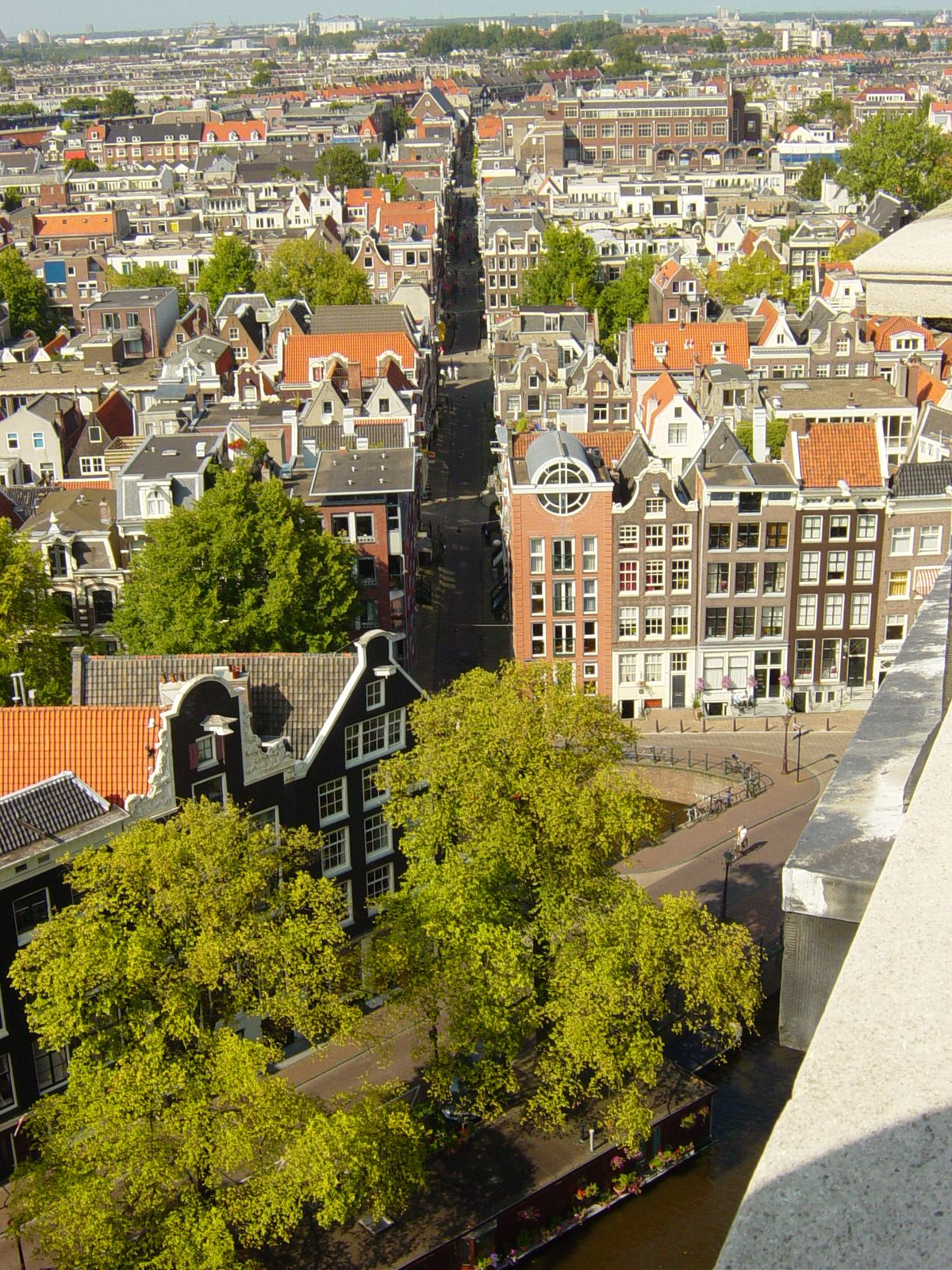
Panoramica di Jordaan
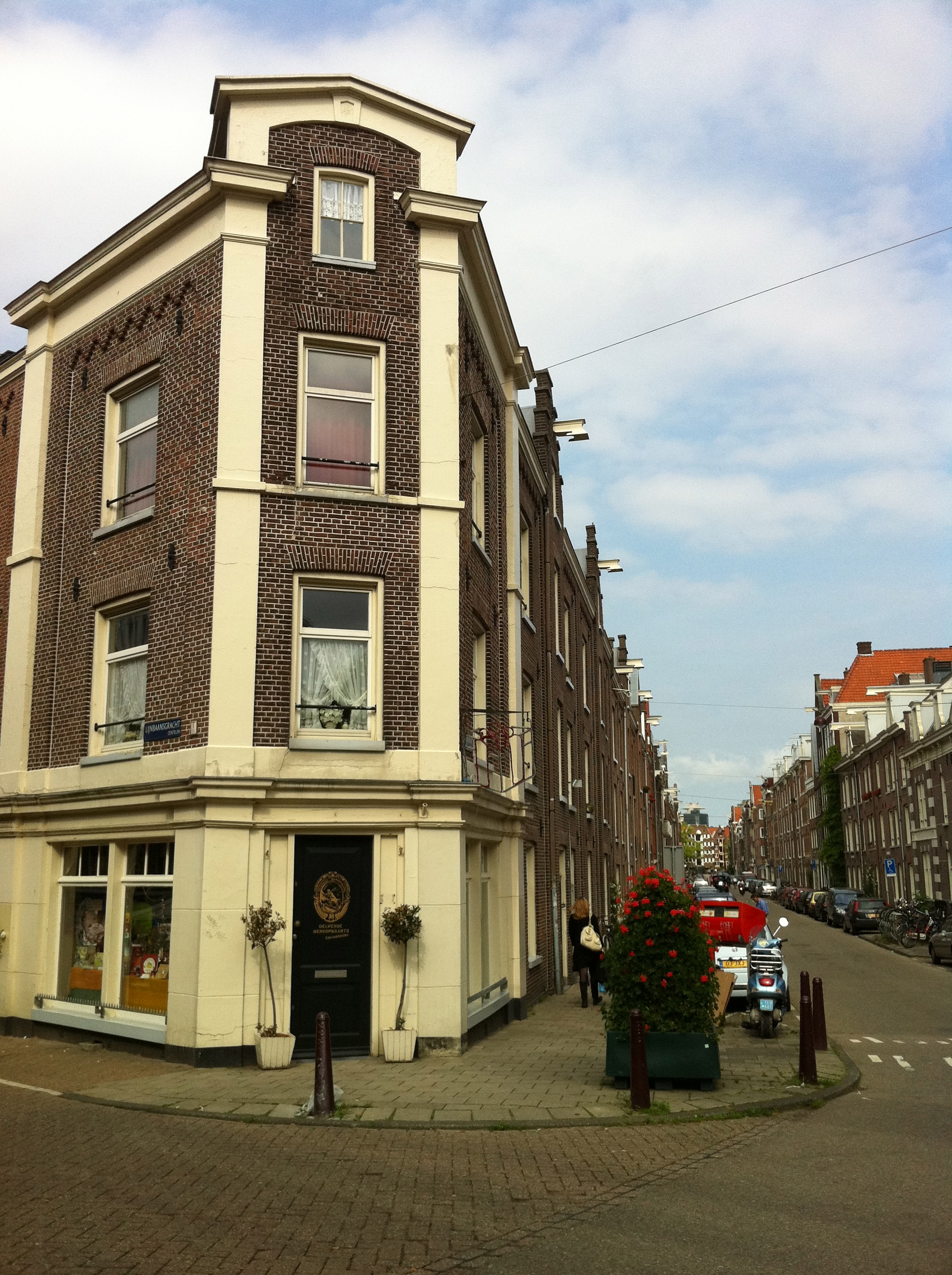
Una casa di Jordaan
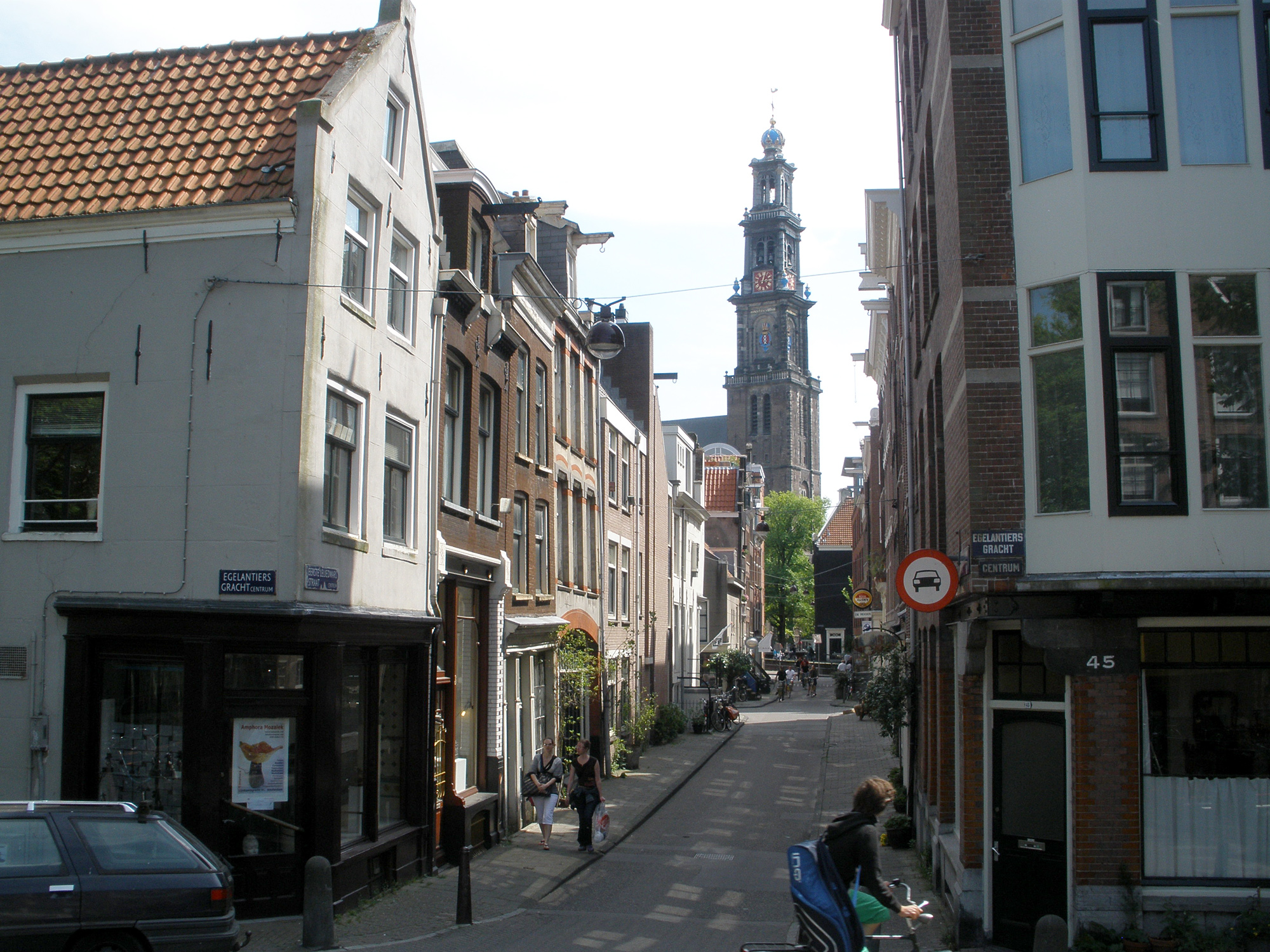
Una stradina del quartiere